# Íbis-terrestre-de-reunião
O íbis-terrestre-de-reunião (nome científico: Threskiornis solitarius) é uma espécie extinta de ave endêmica de Reunião, uma ilha no Oceano Índico a leste de Madagascar. Seus primeiros restos subfósseis foram encontrados em 1974, e a espécie foi descrita cientificamente pela primeira vez em 1987. Os "primos" viventes mais próximos são o íbis-sagrado, o íbis-sagrado-de-madagascar e o íbis-pescoço-de-palha. Relatos dos viajantes dos séculos XVII e XVIII descreveram uma ave branca em Reunião que voava com dificuldade e tinha hábitos solitários, sendo chamada de "solitário de Reunião". Em meados do século XIX, tais narrativas antigas foram interpretadas de maneira equivocada como referindo-se a parentes brancos do dodô, pois um relato mencionava dodôs na ilha e porque pinturas do século XVII de dodôs brancos haviam aparecido recentemente. No entanto, nenhum fóssil de ave semelhante ao dodô jamais foi encontrado em Reunião, e mais tarde questionou-se se as pinturas tinham alguma veracidade. Outras identidades também foram sugeridas, com base apenas em especulações. No final do século XX, a descoberta de subfósseis de íbis levou à ideia de que os relatos antigos na verdade se referiam a uma espécie desse tipo de ave. A interpretação de que o "solitário" e os subfósseis de íbis são de uma mesma espécie foi recebida com cautela, mas agora é amplamente aceita.
Combinados, as antigas descrições e os subfósseis mostram que o íbis-terrestre-de-reunião era principalmente branco, com essa cor se fundindo em amarelo e cinza. As pontas das asas e as plumas (parecidas com as de avestruz) em sua parte traseira eram pretas. O pescoço e as pernas eram longos e o bico era relativamente reto e curto para um íbis. Tinha o corpo mais robusto que seus parentes viventes, mas por outro lado era bastante semelhante a eles. Não tinha mais do que 65 centímetros de comprimento. Ossos de asas subfósseis indicam que ele tinha capacidade de voo reduzida, uma característica talvez ligada à engorda sazonal. A dieta da espécie consistia de vermes e outros itens forrageados do solo. No século XVII, ele vivia em áreas montanhosas, mas pode ter sido confinado a essas áreas elevadas remotas devido a pressão da caça por humanos e predação por animais introduzidos nas áreas mais acessíveis da ilha. Os visitantes de Reunião elogiavam o sabor de sua carne. Acredita-se que por estes motivos — caça e competição com animais introduzidos — o íbis-terrestre-de-reunião tenha sido levado à extinção no início do século XVIII.

## Taxonomia
A história taxonômica do íbis-terrestre-de-reunião é complexa. O motivo da confusão é que durante muito tempo pensou-se existir uma espécie de dodô branco na ilha da Reunião. Sabe-se hoje que esse suposto dodô é fruto de uma conjectura errada baseada nas escassas e ambíguas descrições em vida do íbis, somado a pinturas de dodôs brancos feitas no século XVI e redescobertas no século XIX. Os primeiros a retratarem o dodô com uma plumagem branca (ao invés de cinza ou acastanhada, sua cor real) foram os pintores holandeses Pieter Withoos e Pieter Holsteyn. Posteriormente, outros artistas se inspiraram nessas obras e também desenharam dodôs brancos.

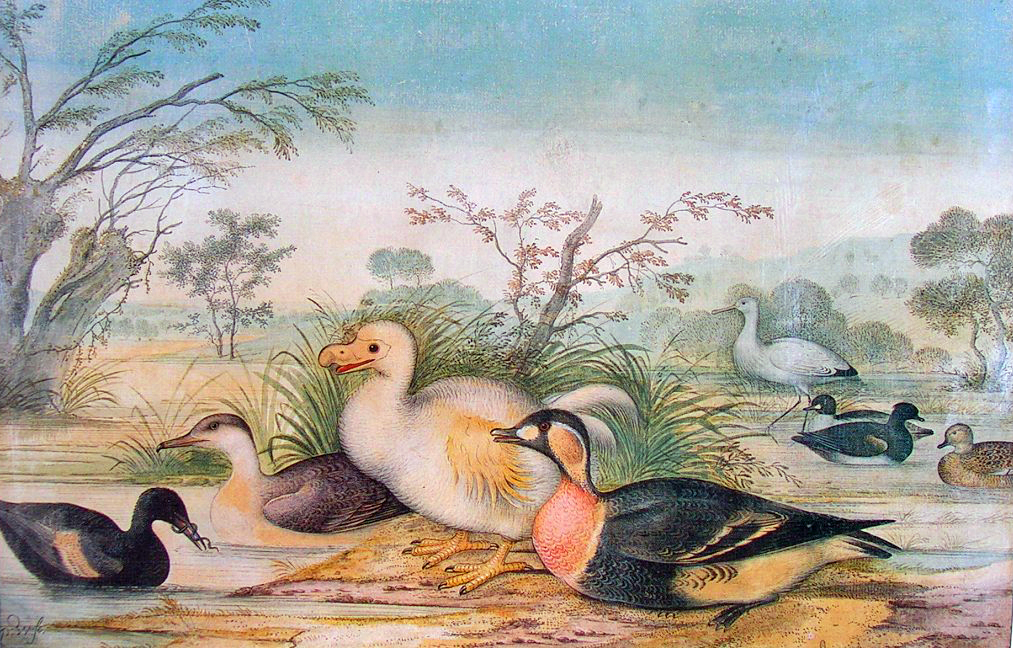
Pintura de Pieter Withoos do final do século XVII de um dodô branco, a primeira deste tipo a ser descoberta.

O oficial chefe inglês John Tatton, em 1625, foi o primeiro a mencionar especificamente uma ave branca na ilha da Reunião. Os franceses ocuparam a ilha a partir de 1646, e chamavam essa ave de solitaire ("solitário"). M. Carré, membro da Companhia Francesa das Índias Orientais, descreveu o solitário em 1699 e explicou a razão de seu nome:
Eu vi um tipo de ave neste lugar que eu nunca havia encontrado em nenhuma outra parte; é a que os moradores chamam de Oiseaux Solitaire, certamente porque ela ama a solidão e só frequenta os lugares mais isolados; nunca se vê duas ou mais juntas; está sempre sozinha. Não é diferente de um peru, se não tivesse pernas mais longas. A beleza de sua plumagem é uma delícia de se ver. É de um cor inconstante que beira o amarelo. A carne é saborosa; ela fornece um dos melhores pratos neste país, e pode constituir uma fina iguaria em nossas mesas. Quisemos manter duas dessas aves para enviá-las à França e apresentá-las a Sua Majestade, mas logo que subiram a bordo do navio, elas morreram de melancolia, tendo-se recusado a comer ou beber.
Um huguenote francês abandonado em Reunião, François Leguat, usou o nome "solitário" para a ave terrestre que ele encontrou na ilha vizinha de Rodrigues (o solitário-de-rodrigues) na década de 1690, mas acredita-se que ele pegou emprestado o nome de uma obra de 1689, de autoria de Marquis Henri Duquesne, que mencionou a espécie da ilha da Reunião. O próprio Duquesne provavelmente já tinha baseado sua descrição em outra mais antiga. Nenhum espécime do solitário foi preservado. Os dois indivíduos que Carré tentou enviar para a menagerie real da França não sobreviveram em cativeiro. Billiard alegou que Bertrand-François Mahé de La Bourdonnais enviou um "solitário" nativo de Reunião para a França por volta de 1740. Uma vez que o íbis-terrestre-de-reunião possivelmente já estava extinto a essa altura, a ave transportada pode ter sido, na verdade, um solitário-de-rodrigues.

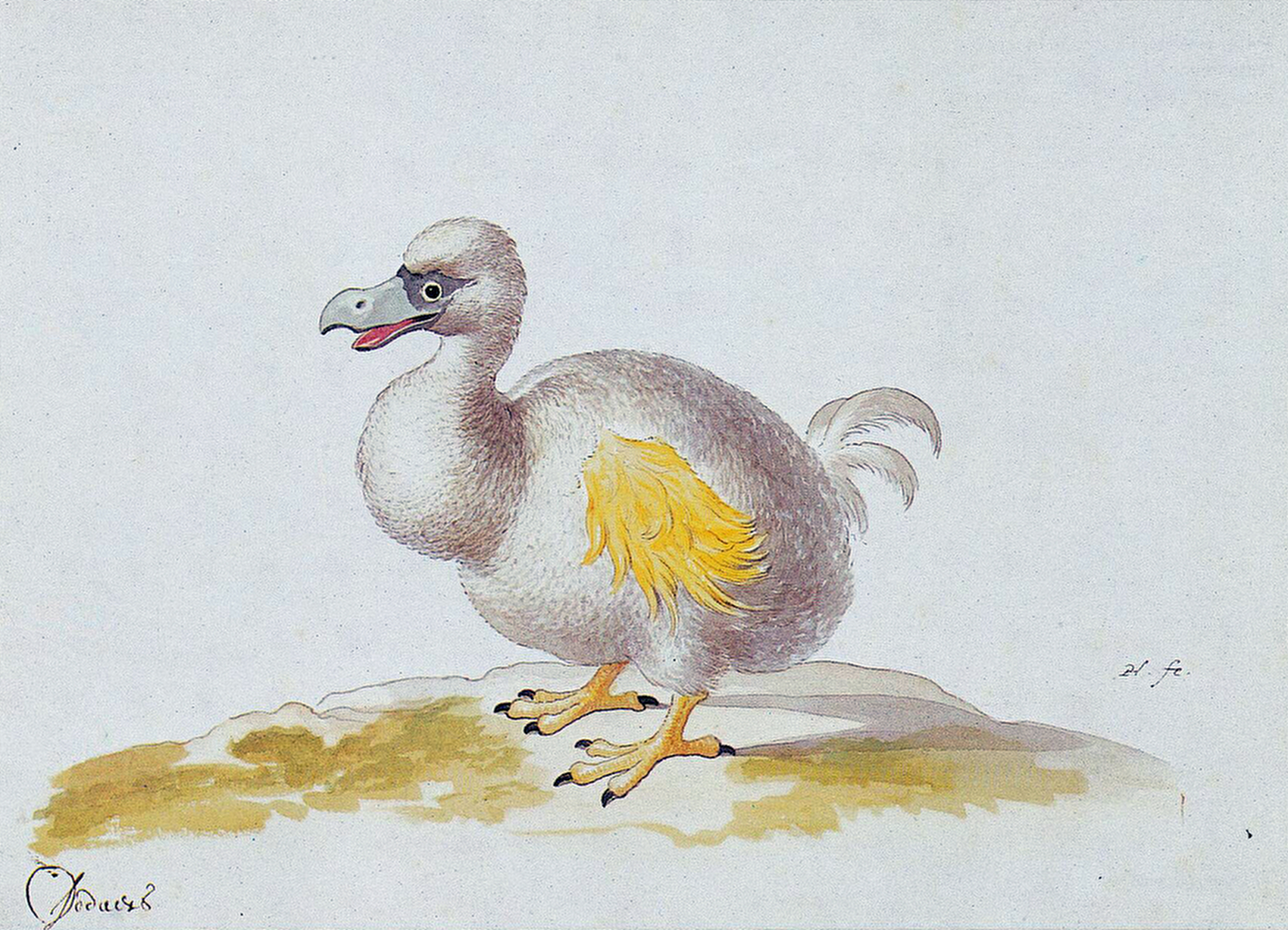
Uma das pinturas de dodô branco de Pieter Holsteyn II (meados do séc. XVII).

O único escritor contemporâneo que se refere especificamente a "dodôs" habitando a ilha da Reunião foi o marinheiro holandês Willem Ysbrandtszoon Bontekoe, embora não tenha mencionado a coloração das aves:
Havia também Dod-eersen [antiga palavra do holandês para o dodô], que têm asas pequenas, e muito longe de serem capazes de voar, eles eram tão gordos que mal podiam andar, e quando tentavam correr, arrastavam a parte de baixo do corpo no chão.
Quando seu relato foi publicado em 1646, ele foi acompanhado por uma gravura que hoje sabe-se que havia sido copiada de um dos dodôs da "Crocker Art Gallery sketch", do pintor flamengo Roelant Savery. Uma vez que Bontekoe naufragou e perdeu todos os seus pertences depois de visitar a ilha da Reunião, em 1619, ele não pode ter escrito suas memórias até que tenha voltado à Europa, sete anos mais tarde, o que colocaria sua confiabilidade em questão. Ele pode ter concluído erroneamente que aquele animal que vira em Reunião era um dodô, apenas porque achou que combinava com os relatos que leu sobre esta última ave.

### Interpretação antiga

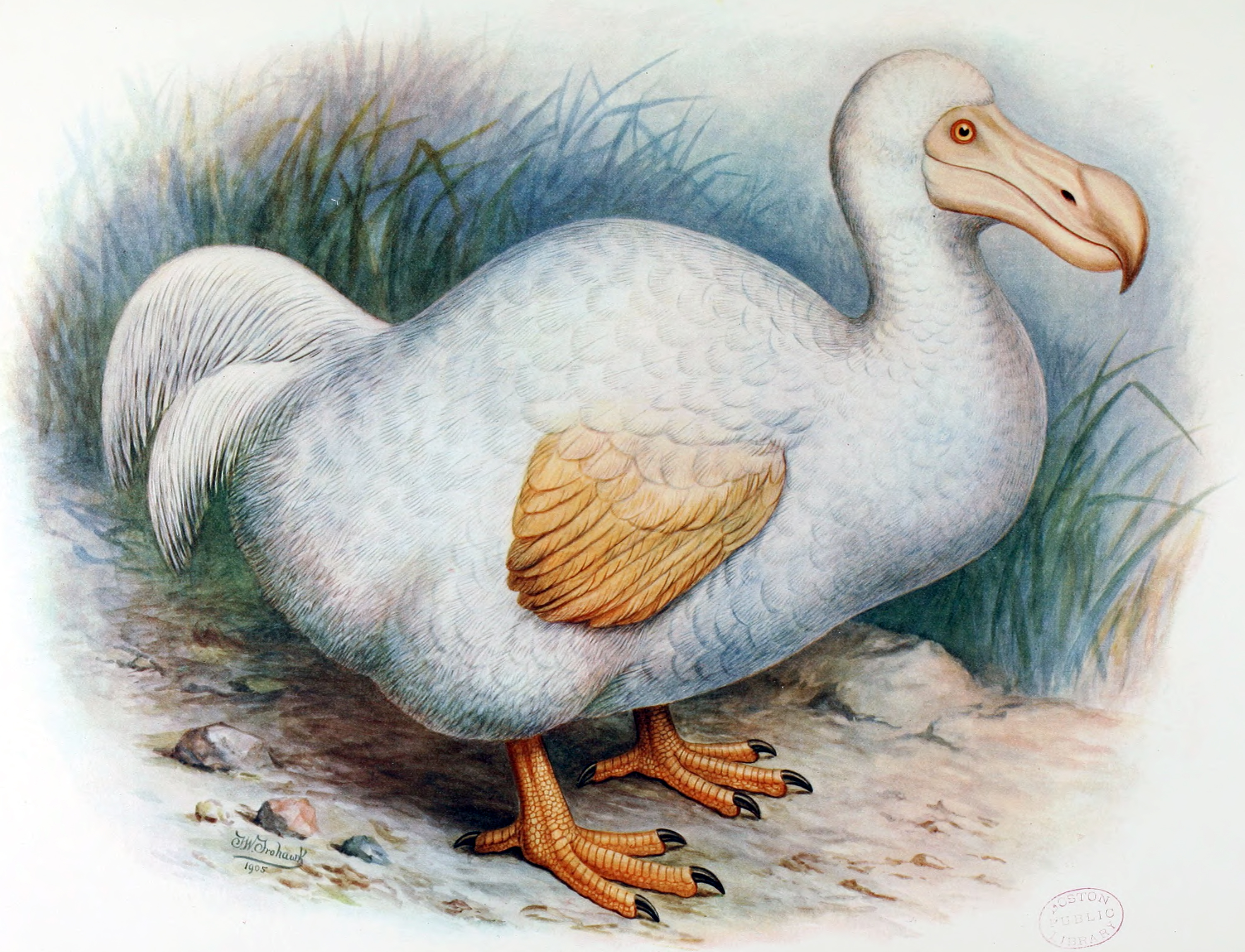
Ilustração de Frederick William Frohawk do "solitaire", adaptado do dodô branco de Withoos.

Na década de 1770 o naturalista francês Georges-Louis Leclerc, conde de Buffon afirmou que o dodô habitava tanto a ilha de Maurício como a ilha da Reunião. Não está claro o porquê de incluir Reunião, mas ele misturou relatos do solitário-de-rodrigues e de uma terceira ave ("oiseau de Nazareth") na mesma seção. O naturalista inglês Hugh Edwin Strickland analisou as descrições antigas do "solitário" de Reunião em seu livro de 1848, The Dodo and Its Kindred, e concluiu que era distinto do dodô e do solitário-de-rodrigues. O barão Edmond de Sélys Longchamps cunhou o nome científico Apterornis solitarius para o solitário de Reunião em 1848, aparentemente tornando-o a espécie-tipo do gênero, no qual ele também incluiu duas outras aves das Mascarenhas conhecidas apenas a partir de relatos de época, a galinhola-vermelha-das-maurícias e o Porphyrio coerulescens. Como o nome Apterornis já havia sido usado para uma ave diferente por Richard Owen, e os outros nomes antigos foram igualmente invalidados, Bonaparte cunhou um novo binomial em 1854, Ornithaptera borbonica (Bourbon era o nome original em francês para a ilha da Reunião). Nesse mesmo ano, Hermann Schlegel alocou o solitário no mesmo gênero do dodô, e nomeou-o Didus apterornis. Ele o restaurou estritamente de acordo com os relatos da época, o que resultou numa ave parecida com um íbis ou com uma cegonha, em vez de um dodô.

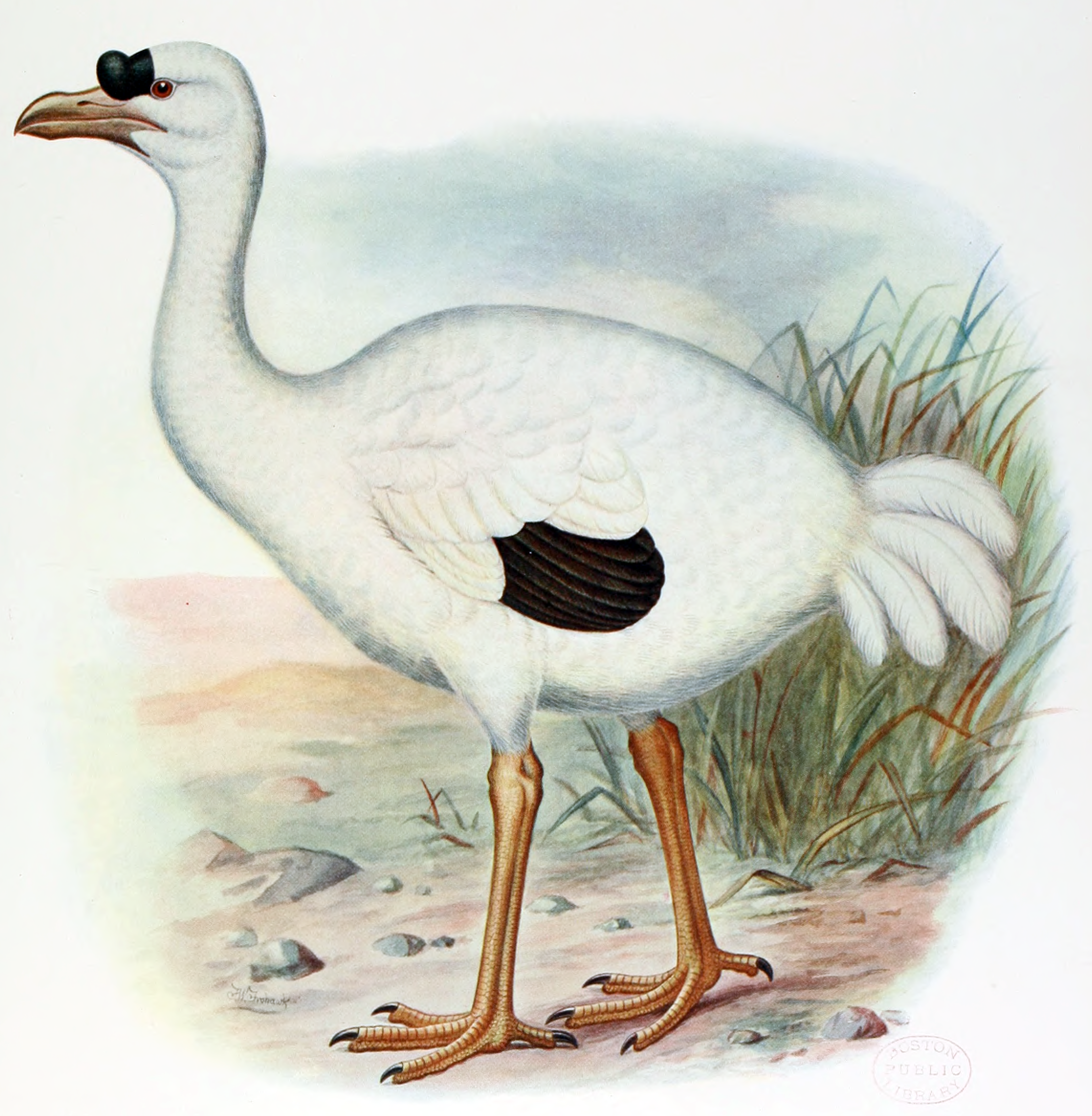
Recriação de Frohawk baseada no relato de Sieur Dubois.

Em 1856, William Coker anunciou a descoberta de uma pintura "persa" do século XVII de um dodô branco entre aves aquáticas, a qual ele exibiu na Inglaterra. O artista foi mais tarde identificado como Pieter Withoos, e muitos proeminentes naturalistas do século XIX, posteriormente, assumiram que a imagem retratava o solitário branco da Reunião, uma possibilidade originalmente proposta pelo ornitólogo John Gould. Simultaneamente, diversas pinturas similares de dodôs brancos feitas por Pieter Holsteyn II foram descobertas na Holanda. Em 1869, o ornitólogo inglês Alfred Newton argumentou que pinturas e gravuras de Withoos nas memórias de Bontekoe mostravam um dodô vivendo em Reunião que tinha sido trazido para Holanda, ao mesmo tempo em que explicou que seu bico sem ponta foi resultado da debicagem para impedi-lo de ferir pessoas. Ele também deixou de lado as inconsistências entre as ilustrações e descrições, especialmente o bico longo e fino indicado num relato contemporâneo.
As palavras de Newton particularmente cimentaram a validade dessa conexão entre os pares contemporâneos, e vários deles expandiram seus pontos de vista. O zoólogo holandês Anthonie Cornelis Oudemans sugeriu que as discrepâncias entre as pinturas e as antigas descrições eram devido ao fato das pinturas mostrarem uma fêmea, e que a espécie tinha, portanto, dimorfismo sexual. O zoólogo britânico Walter Rothschild reivindicou que as asas amarelas podem ter sido devido ao albinismo neste espécime em particular, uma vez que antigas descrições as descreveram como pretas. No início do século XX, muitas outras pinturas e até mesmo restos físicos foram atribuídos a dodôs brancos, em meio a muita especulação. Alguns acreditavam que o solitário das antigas descrições era sim uma espécie semelhante ao solitário-de-rodrigues. Rothschild solicitou ao artista britânico Frederick William Frohawk que fizesse uma ilustração do solitário de Reunião tanto como um dodô branco, com base na pintura de Withoos, quanto uma ave distinta com base na descrição Dubois, para seu livro de 1907 Extinct Birds. Em 1953, o escritor japonês Masauji Hachisuka chegou a se referir aos dodôs brancos das pinturas como Victoriornis imperialis, e o solitário dos relatos batizou-o como Ornithaptera solitarius.

### Interpretação atual
Até o final da década de 1980, a crença na existência de um dodô branco em Reunião era a visão ortodoxa, e apenas alguns pesquisadores duvidavam da conexão entre os relatos do solitário e as pinturas de dodô. Eles alertaram que nenhuma conclusão poderia ser tirada sem provas sólidas, tais como fósseis, e que nada indicava que os dodôs brancos nas pinturas tinham a ver com a ilha da Reunião. Em 1970, Robert W. Storer previu que, se algum resquício fosse encontrado, eles não pertenceriam aos Raphidae, nem mesmo aos Columbidae.

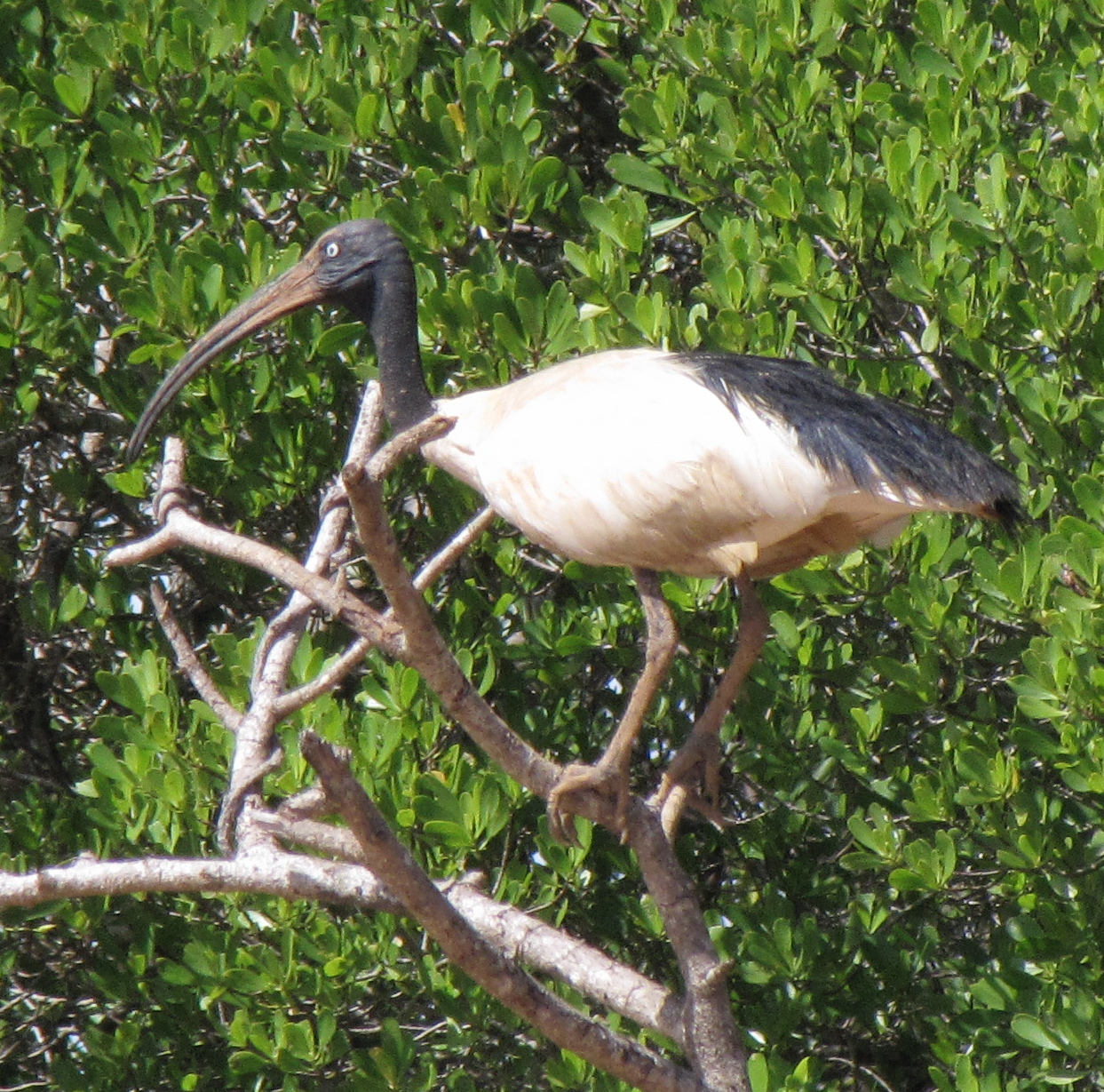
O íbis-sagrado-de-madagascar é considerado o "primo" vivo mais próximo.

O primeiro resquício subfóssil da ave na ilha da Reunião, a parte inferior de um tarsometatarso, foi encontrado em 1974, e atribuído a uma nova espécie de cegonha do gênero Ciconia pelo ornitólogo britânico Graham Cowles em 1987. O material foi achado numa caverna, o que indica que havia sido levado para lá e comido pelos primeiros colonos. Especulou-se que os ossos pudessem ter pertencido a uma misteriosa ave de grande porte descrita por Leguat e chamada de "gigante de Leguat" por alguns ornitólogos. Acredita-se hoje que essa ave gigante é fruto de um relato sobre uma população extinta de flamingos naquela região. Também em 1987, um tarsometatarso subfóssil de íbis encontrado numa caverna na ilha da Reunião foi analisado pelos paleontólogos franceses Cécile Mourer-Chauviré e François Moutou, e apontado como pertencente a um "primo" próximo dos íbis calvos do gênero Geronticus, sendo batizado de Borbonibis latipes.
Em 1994, Cowles concluiu que os restos mortais da "cegonha" que relatou pertenciam, na verdade, a Borbonibis, uma vez que os seus tarsometatarsos eram semelhantes. A descoberta de 1987 levou o biólogo inglês Anthony S. Cheke a sugerir a um dos descritores, Francois Moutou, que os subfósseis podem ter sido do "solitaire". Em 1995, o ecologista francês Jean-Michel Probst relatou sua descoberta de uma mandíbula de ave durante uma escavação na ilha da Reunião no ano anterior, e sugeriu que ela poderia ter pertencido ao íbis ou ao "solitário". Ainda em 1995, os descritores de Borbonibis latipes sugeriram que ele representava o "solitário de Reunião", e o alocaram no gênero de íbis Threskiornis, agora combinado com o epíteto específico solitarius, do binômio de Sélys-Longchamps de 1848 para o "solitaire" (tornando Borbonibis latipes, um sinônimo júnior). Os autores apontaram que as descrições contemporâneas combinavam mais com a aparência e comportamento de um íbis do que com um membro dos Raphinae, especialmente devido à sua mandíbula comparativamente curta e reta, e porque resquícios de íbis eram abundantes em algumas localidades; teria sido estranho se os escritores da época nunca mencionassem uma ave relativamente tão comum, ao passo que eles mencionaram a maioria das outras espécies conhecidas posteriormente a partir de fósseis.

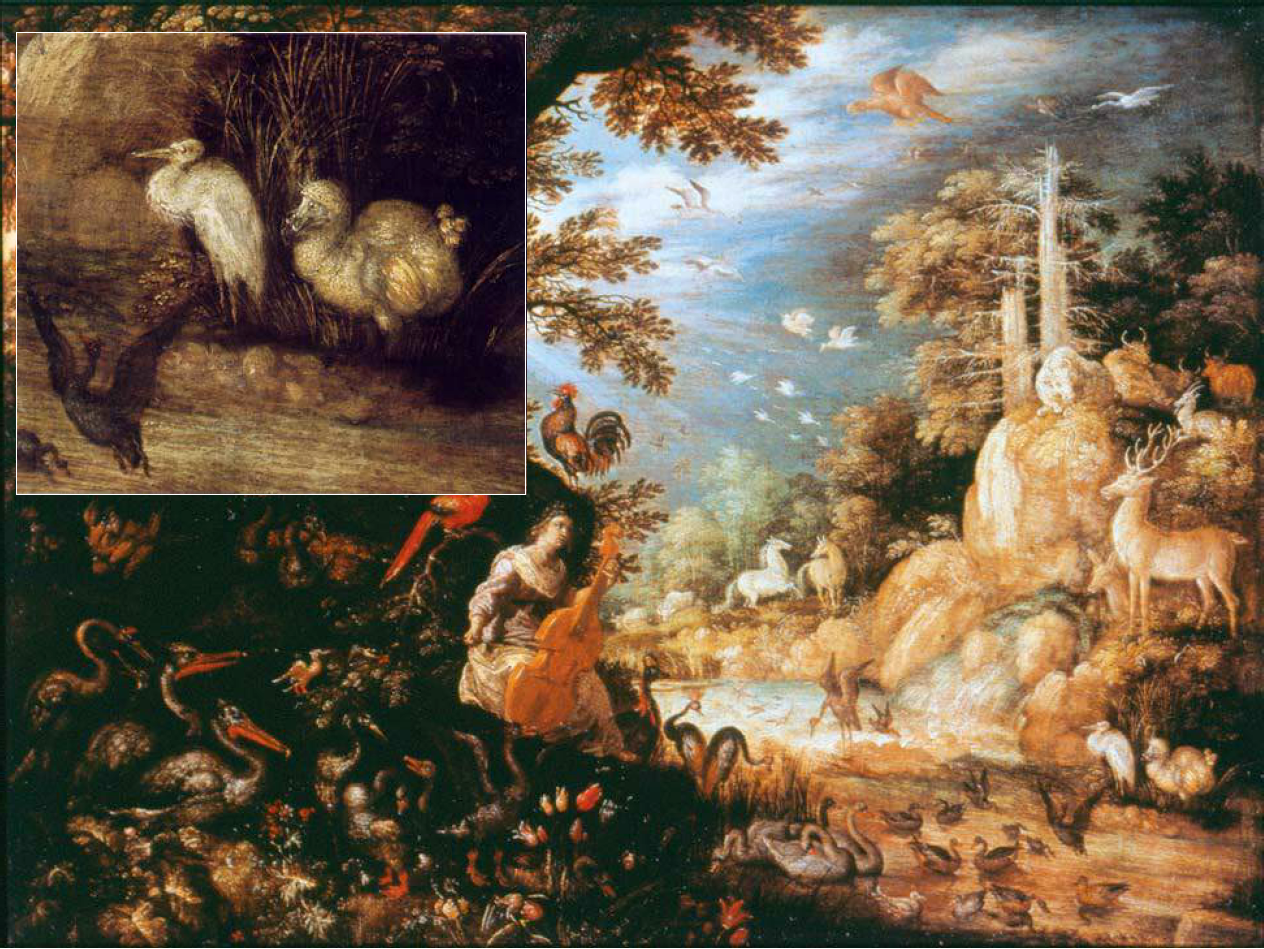
Pintura de Roelant Savery com um dodô branco abaixo à direita, 1611.

A possível origem das pinturas de dodô branco do século XVII também foi examinada pelo biólogo Arturo Valledor de Lozoya em 2003, e, de forma independente, pelos especialistas na fauna das ilhas Mascarenhas Anthony Cheke e Julian Hume em 2004. As pinturas de Withoos e Holsteyn são claramente derivadas uma da outra, e Withoos provavelmente copiou seu dodô de uma das obras de Holsteyn, uma vez que estas foram provavelmente feitas primeiro. Acredita-se que todas as imagens posteriores de dodôs brancos são baseadas nessas pinturas. De acordo com os biólogos acima mencionados, parece que estas ilustrações foram derivadas de um dodô esbranquiçado contido numa pintura anteriormente não relatada. Tal obra chama-se Landscape with Orpheus and the Animals, produzida por Roelant Savery circa 1611. O dodô foi aparentemente baseado num exemplar empalhado exposto em Praga; um walghvogel (termo do holandês antigo para o dodô) descrito como tendo um "coloração esbranquiçada suja" foi mencionado num inventário de espécimes na coleção de Praga do Sacro Imperador Romano Rodolfo II, que contratou Savery na época (1607-1611). Várias imagens posteriores de Savery mostram sempre aves acinzentadas, possivelmente porque ele viu outro exemplar, desta vez normal. Cheke e Hume acreditam que o espécime pintado era branco devido ao albinismo, e que esta característica peculiar foi a razão deste indivíduo ter sido enviado para a Europa. Valledor de Lozoya, por sua vez, sugeriu que a plumagem clara pode ser um traço juvenil, resultado do branqueamento de exemplares taxidermizados antigos, ou simplesmente licença artística. Em 2018, Cheke e o ornitólogo britânico Jolyon C. Parish  sugeriram que a pintura foi executada depois de 1614, ou mesmo depois de 1626, com base em alguns dos modelos.
Enquanto muitos elementos subfósseis das mais variadas partes do esqueleto foram atribuídos aos íbis-terrestres-de-reunião, nenhum vestígio de aves parecidas com o dodô jamais foi encontrado na ilha da Reunião. Algumas poucas fontes trazem como problemática a ideia de que o solitário era um íbis, e, inclusive, consideravam o "dodô branco" como uma espécie válida. O escritor britânico Errol Fuller concorda que as pinturas do século XVII não retratam aves de Reunião, mas questionou se os subfósseis de íbis estão necessariamente ligados aos relatos do "solitário". Ele observa que nenhuma evidência indica que os íbis extintos sobreviveram até o momento que os europeus chegaram à ilha de Reunião. Cheke e Hume têm rejeitado tais sentimentos, alegando que são uma mera "crença" e "esperança" na existência de um dodô na ilha.

### Evolução
A ilha vulcânica de Reunião tem apenas três milhões de anos, enquanto Maurício e Rodrigues, cada uma com sua espécie de Raphinae, o dodô e o solitário-de-rodrigues, respetivamente, datam de há oito a dez milhões de anos. É improvável que qualquer uma destas aves ainda tivesse sido capaz de voar depois de cinco ou mais milhões anos de adaptação às ilhas. Portanto, é improvável que Reunião pudesse ter sido colonizada por aves que não voam a partir dessas ilhas, e a única espécie voadora na ilha tem parentes lá. Três milhões de anos é tempo suficiente para que a incapacidade de voar tenha evoluído por si só nas aves de Reunião. Mas tais espécies teriam sido dizimadas pela erupção do vulcão Piton des Neiges entre 300 e 180 mil anos atrás. A maioria das espécies recentes, portanto, provavelmente são descendentes de animais que recolonizaram a ilha a partir de Madagascar ou da África após este evento, que não é antigo o suficiente para dar tempo a uma ave se tornar incapaz de voar.
Em 1995 um estudo morfológico sugeriu que os "primos" vivos mais próximos do íbis-terrestre-de-reunião são o íbis-sagrado (Threskiornis aethiopicus) da África e o íbis-pescoço-de-palha (T. spinicollis) da Austrália. Também foi sugerido que ele era mais próximo do íbis-sagrado-de-madagascar (T. bernieri), e, portanto, em última análise, de origem africana.

## Descrição

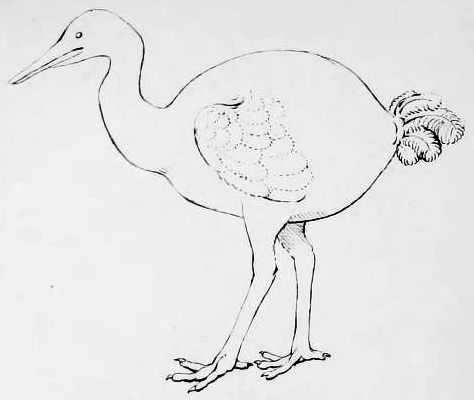
Esboço de Hermann Schlegel (1854), retrata um ave parecida com um íbis e uma cegonha.

Relatos da época descreveram a espécie como tendo plumagem branca e cinza fundindo-se em amarelo, pontas das asas e penas da cauda negras, pescoço e pernas longos, e capacidade de voo limitada. O relato de 1674 feito por Sieur Dubois é a descrição contemporânea mais detalhada da ave, aqui traduzido por Hugh Strickland em 1848:
Solitários. Estas aves são assim chamadas porque sempre andam sozinhas. Elas são do tamanho de um ganso grande, e são de cor branca, com as pontas das asas e cauda pretas. As penas da cauda se assemelham às de uma avestruz; o pescoço é longo, e o bico é como o de uma galinhola, porém maior; as pernas e os pés são como os de perus. Esta ave tem de recorrer à corrida, já que voa somente muito pouco.

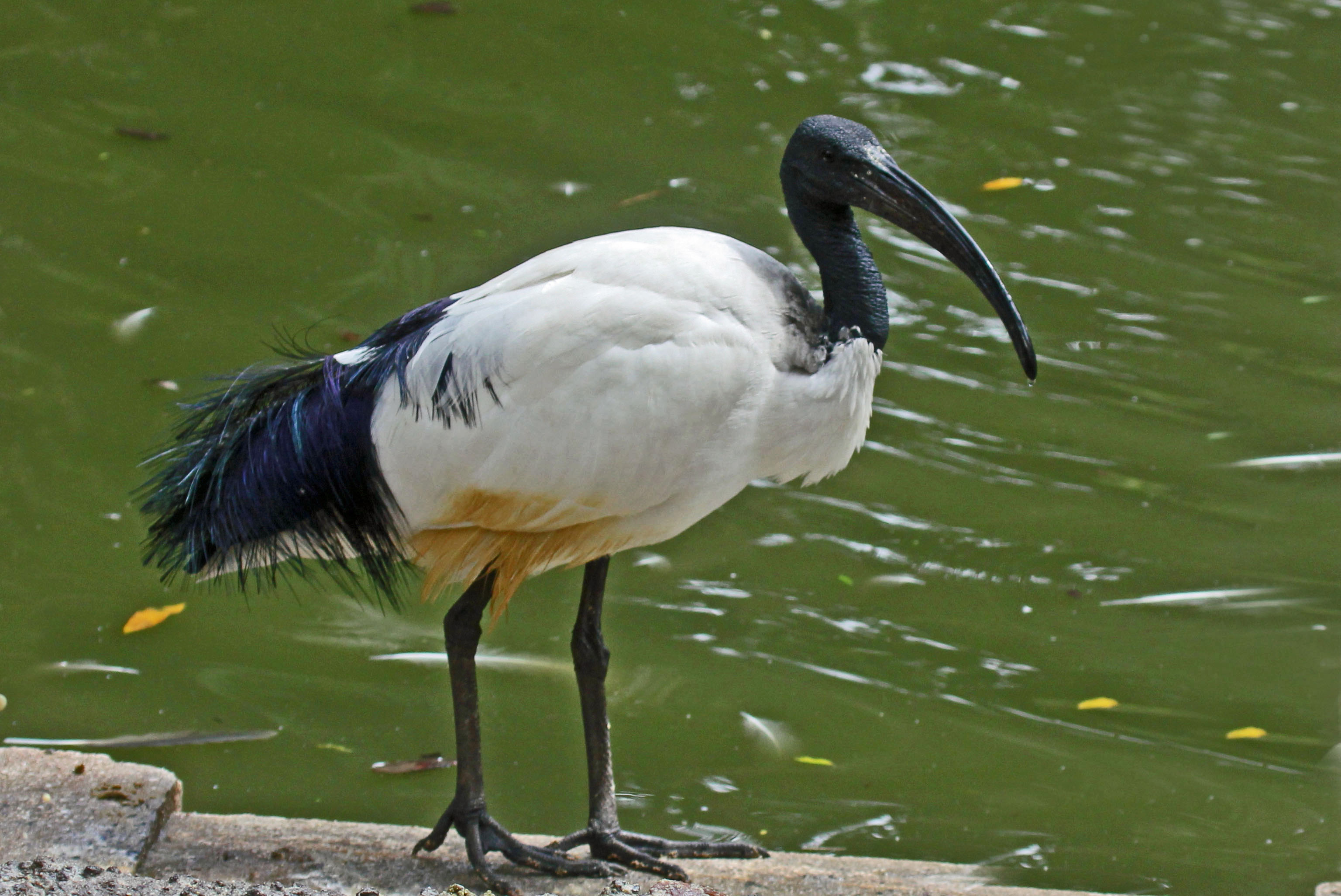
O íbis-sagrado tem uma plumagem semelhante.

De acordo com Mourer-Chauviré e colegas, a coloração da plumagem mencionada é semelhante à dos "primos" íbis-sagrado-africano e íbis-pescoço-de-palha, que também têm a maior parte do corpo branca e preta-brilhante. Na época reprodutiva, as penas ornamentais do dorso e das pontas das asas do íbis-sagrado-africano ficam parecidas com as de avestruz, o que ecoa com a descrição de Dubois. Da mesma forma, um subfóssil de mandíbula encontrado em 1994 mostrou que o bico do íbis-terrestre-de-reunião era relativamente curto e reto para um íbis, o que corresponde com a comparação com a galinhola feita por Dubois. Cheke e Hume sugeriram que a palavra francesa "bécasse", que consta na descrição original de Dubois, normalmente traduzida como "galinhola", também pode significar ostraceiro, uma outra ave com um bico longo e reto, mas ligeiramente mais robusto. Eles também ressaltaram que a última frase está mal traduzida, e na verdade significa que a ave poderia ser pega correndo-se atrás dela. A coloração brilhante da plumagem mencionada por alguns autores pode se referir a iridescência, como visto no pescoço do íbis-pescoço-de-palha.
Subfósseis do íbis-terrestre-de-reunião mostram que a espécie era mais robusta, provavelmente muito mais pesada, e tinha uma cabeça maior do que a do íbis-sagrado-africano e do íbis-pescoço-de-palha. Mas era semelhante a eles em muitos aspectos. Protuberâncias ásperas sobre os ossos da asa do íbis-terrestre-de-reunião são semelhantes aos das aves que usam suas asas em combate. Talvez fosse incapaz de voar, mas isso não deixou vestígios osteológicos significativos; esqueletos completos não foram recolhidos, mas dos elementos peitorais conhecidos, apenas uma característica indica redução na capacidade de voo. O coracoide é alongado e o rádio e a ulna são robustos, como em aves que voam, mas um determinado forame entre um metacarpo e o alular é de outra forma conhecido apenas em de aves que não voam, como alguns ratitas, pinguins, e várias espécies extintas.

## Comportamento e ecologia

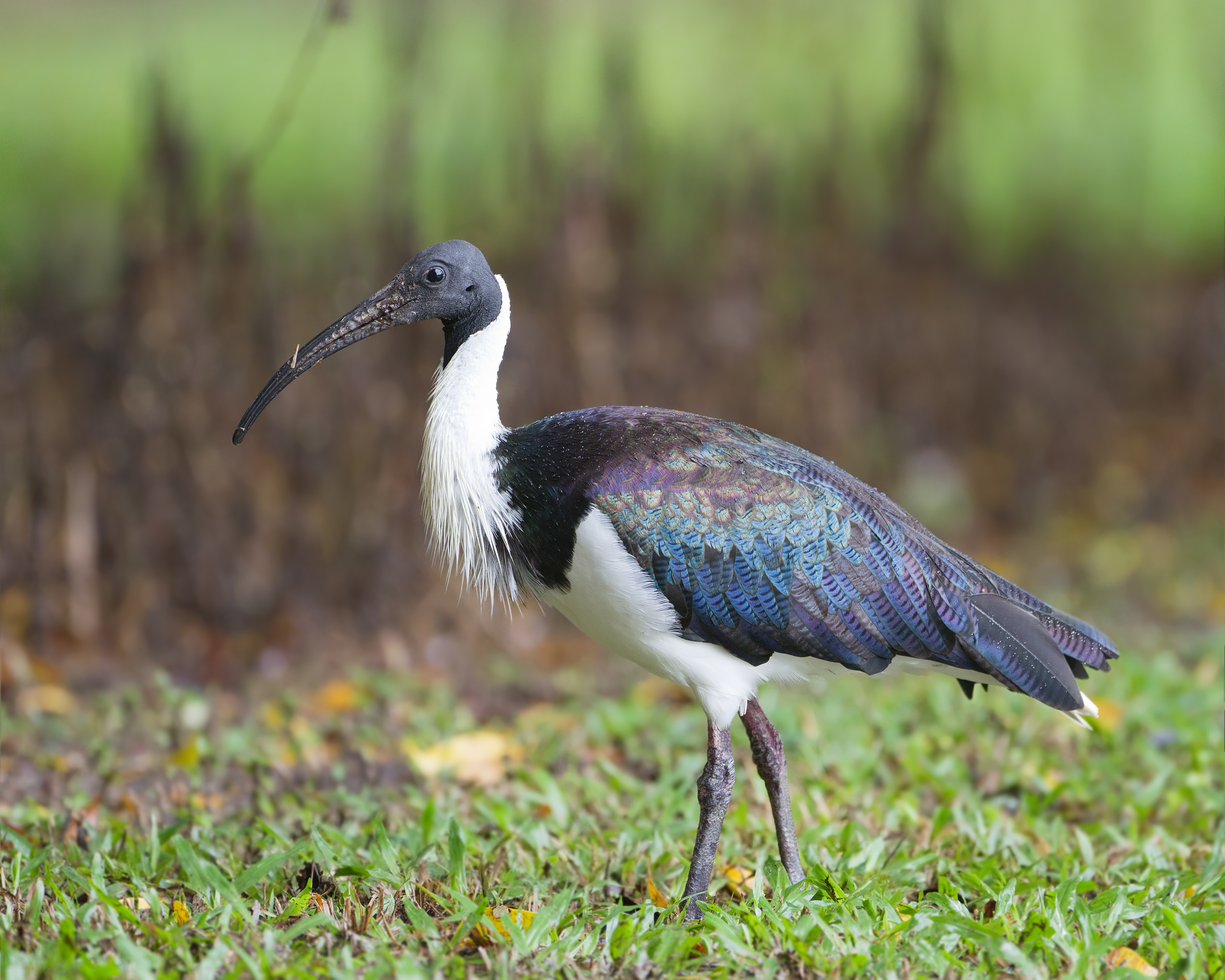
O íbis-pescoço-de-palha é um parente próximo que habita zonas úmidas, como a maioria dos íbis.

Como os relatos da época são inconsistentes se a ave realmente era incapaz de voar ou se teria capacidade de voo limitada, Mourer-Chauvire e colegas sugeriram que isso dependia de ciclos sazonais de engorda, o que significa que os indivíduos engordavam durante as estações frias, mas eram magros nas estações quentes; talvez não pudessem voar quando estavam gordos, mas eram capazes quando não estavam. No entanto, Dubois declarou especificamente que os íbis-terrestres não tinham ciclos de engorda, ao contrário da maioria das outras aves da ilha da Reunião. A única menção de sua dieta e seu habitat exato é o relato de Jean Feuilley de 1708, que é também o último registro de um indivíduo vivo:
Os solitários são do tamanho de um peru macho de médio porte, de cor cinza e branco. Eles habitam os topos das montanhas. Seu alimento é apenas vermes e sujeira, apanhados sobre ou dentro do solo.

A dieta e modo de forrageamento descritos por Feuilley se encaixam aos de um íbis, ao passo que os membros da família dos Raphinae, o dodô e o solitário-de-rodrigues, eram frugívoros. A espécie foi descrita por Dubois como uma ave terrestre, portanto não vivia em habitats semelhantes aos de outros íbis, como áreas alagadas. Foi proposto que isto aconteceu porque o ancestral da ave colonizou Reunião antes da formação de pântanos na ilha, e assim acabou se adaptando aos habitats disponíveis. Talvez foram impedidos de colonizar Maurício, devido à presença da galinhola-vermelha de lá, que pode ter ocupado um nicho ecológico semelhante.
Parece ter vivido em grandes altitudes, e talvez tivesse uma área de ocorrência limitada. Relatos feitos pelos primeiros visitantes indicam que a espécie era encontrada próximo aos locais de desembarque dos navios, mas em 1667 habitava apenas áreas remotas de Reunião. A ave pode ter sobrevivido em terras baixas no leste da ilha até a década de 1670. Embora muitos depoimentos do final do século XVI afirmem que o íbis-terrestre-de-reunião era bom para comer, Feuilley afirmou que sua carne tinha um gosto ruim. A diferença no sabor pode ter ocorrido devido a alteração na dieta, pois a ave mudou-se para um terreno mais elevado e acidentado a fim escapar dos porcos que destruíam seus ninhos; uma vez que tinha capacidade limitada de voo, provavelmente construía seus ninhos sobre o solo.
Muitas outras espécies endêmicas de Reunião desapareceram após a chegada do homem e das alterações resultantes no ecossistema da ilha. O íbis-terrestre-de-reunião viveu ao lado de outras aves extintas mais ou menos na mesma época, como o Fregilupus varius, o Mascarinus mascarinus, o periquito-de-reunião, o Porphyrio coerulescens, a coruja Mascarenotus grucheti, o Nycticorax duboisi, e o Nesoenas duboisi. Répteis extintos incluem a tartaruga gigante Cylindraspis indica e um tipo de lagarto Leiolopisma. A Pteropus subniger e o Tropidophora carinata viveram na Reunião e Maurício, mas desapareceram de ambas as ilhas.

## Extinção

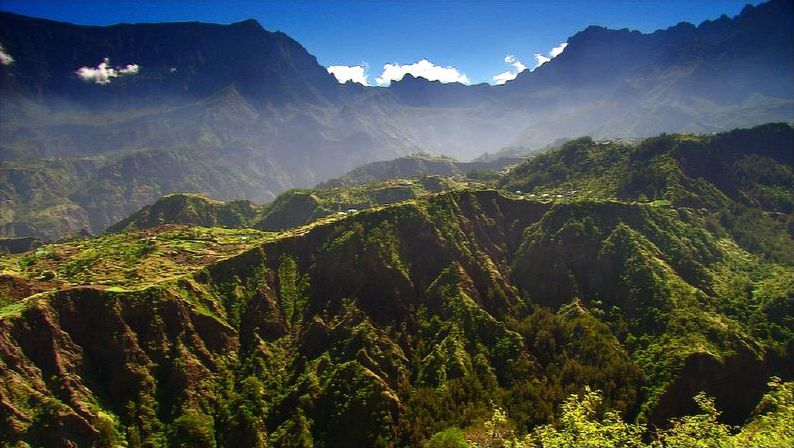
Os últimos exemplares de íbis-terrestre-de-reunião viveram no topo das montanhas da ilha.

Como a ilha da Reunião fora povoada por colonos, os últimos íbis devem ter ficado confinados aos topos das montanhas. Predadores introduzidos como gatos e ratos tornaram-se um tormento para a espécie. A caça excessiva também contribuiu para a extinção, e vários relatos de época afirmam que era comum seu abate para servir de alimento. Em 1625, John Tatton descreveu a mansidão da ave, como era fácil caça-la, e o consumo de sua carne em grande quantidade:
Há fartura de aves terrestres tanto pequenas quanto grandes, pombos em abundância, grandes papagaios, e outras parecidas; e uma grande ave do tamanho de um peru, muito gorda, e com as asas tão curtas que não conseguem voar, são brancas, e de modos mansos: tal como todos os outros galináceos, não se incomoda nem teme um tiro. Nossos homens as abatem com paus e pedras. Dez homens podem pegar aves suficientes para servir quarenta homens por um dia.

Em 1671, Melet mencionou a qualidade culinária desta espécie, e descreveu a matança de vários tipos de aves na ilha:

Outro tipo de ave, chamada solitário, é boa (de comer) e a beleza de sua plumagem fascina especialmente pela diversidade de cores brilhantes que cintilam sobre suas asas e ao redor de seus pescoços... Há aves em tão grande confusão e tão mansas que não é necessário caça-las com armas de fogo, elas podem ser facilmente abatidas com uma pequena vara ou pedaço de pau. Durante os cinco ou seis dias que fomos autorizados a adentrar a floresta, tantas delas foram mortas que o General [de La Haye] foi forçado a proibir que alguém fosse além de cem passos do acampamento por medo do alojamento inteiro ser destruído, alguém só precisava pegar uma ave viva e faze-la gritar para que num instante bandos inteiros se empoleirassem sobre as pessoas, de modo que muitas vezes não era preciso nem se mover para matar centenas delas. Mas, percebendo que teria sido impossível fazer desaparecer uma quantidade tão grande de aves, novamente foi dada a permissão para matar, o que trouxe grande alegria a todos, porque tínhamos uma refeição muito boa sem custo algum.

A última menção definitiva do "solitário" da Reunião foi feita por Feuilley em 1708, indicando que a espécie provavelmente se extinguiu em algum momento no início daquele século. Na década de 1820, o navegador francês Louis de Freycinet perguntou a um velho escravo sobre drontes (antiga palavra holandesa para dodô), e foi dito que a ave existiu em torno da comuna de Saint-Joseph quando seu pai era um bebê. Isso seria talvez um século antes, mas o relato pode não ser confiável. Cheke e Hume suspeitam que os gatos ferais primeiro caçaram animais nativos nas planícies e depois adentraram áreas mais elevadas no interior, provavelmente o último reduto do íbis-terrestre-de-reunião pois a região era inacessível aos porcos. Acredita-se que a espécie tenha sido levada à extinção em torno de 1710 a 1715.